# Джанна Террибили-Гонсалес
Джанна Террибили-Гонсалес  (итал. Gianna Terribili-Gonzales; 5 марта 1882, Марино (Лацио) — 10 декабря 1940, Рим) — итальянская киноактриса
 эпохи немого кино. 
Наряду с Франческой Бертини, Лидой Борелли, Ледой Гис и некоторыми другими была одной из див итальянского немого кино. Свою карьеру начала в 1908 году, международную известность получила в 1913 году, сыграв роль Клеопатры в киноленте «Марк Антоний и Клеопатра».
Всего с 1911 по 1925 год сыграла почти в пятидесяти фильмах. После ухода из кино вышла замуж и родила пятеро детей. 
Скончалась в 58 лет.

## Избранная фильмография
- 1913: «Марк Антоний и Клеопатра».
- 1914: «Кай Юлий Цезарь»